# 이은재 (의성군)
이은재는 대한민국 경상북도 의성군 춘산면 대사리 95에 있다. 2013년 5월 28일 의성군의 문화유산 제18호로 지정되었다.

## 개요
이은재는 김녕인(金寧人) 김낙효(金樂孝)를 추모하기 위해 증손인 김두선(金斗璇), 김두환(金斗煥),김두형(金斗衡) 3형제와 현손인 김태규(金泰圭)가 협의해 1930년(庚午)에 건립한 재사이다.